# Paroedura
Paroedura Günther, 1879 è un genere di sauri della famiglia Gekkonidae, endemico del Madagascar e delle isole Comore.

## Tassonomia
Il genere comprende le seguenti specie:
- Paroedura androyensis (Grandidier, 1867)
- Paroedura bastardi (Mocquard, 1900)
- Paroedura gracilis (Boulenger, 1896)
- Paroedura homalorhina (Angel, 1936)
- Paroedura hordiesi Glaw, Rösler, Ineich, Gehring, Köhler & Vences, 2014
- Paroedura ibityensis Rösler & Krüger, 1998
- Paroedura karstophila Nussbaum & Raxworthy, 2000
- Paroedura lohatsara Glaw, Vences & Schmidt, 2001
- Paroedura maingoka Nussbaum & Raxworthy, 2000
- Paroedura masobe Nussbaum & Raxworthy, 1994
- Paroedura oviceps (Boettger, 1881)
- Paroedura picta (Peters, 1854)
- Paroedura sanctijohannis Günther, 1879
- Paroedura stellata Hawlitschek & Glaw, 2012
- Paroedura stumpffi (Boettger, 1879)
- Paroedura tanjaka Nussbaum & Raxworthy, 2000
- Paroedura vahiny Nussbaum & Raxworthy, 2000
- Paroedura vazimba Nussbaum & Raxworthy, 2000